# Пруннер, Йозеф
Йозеф Пруннер (нем. Joseph Prunner; 12 декабря 1886, Грац — 12 февраля 1969) — румынский контрабасист и музыкальный педагог австрийского происхождения.
Родился в семье владельца небольшой пивной. Начал учиться игре на кларнете, затем перешёл на контрабас, занимаясь под руководством грацского профессора Аурингера. В дальнейшем перебрался в Вену, где учился у ведущего австрийского специалиста Эдуарда Маденского.
В 1909 г. Пруннер выиграл конкурс на должность первого контрабаса в оркестре Венской придворной оперы (жюри возглавлял Феликс Вайнгартнер), однако предпочёл этому почётному назначению приглашение, пришедшее из Бухареста: Министерство образования Румынии по инициативе Джордже Энеску и Димитрие Динику предложило Пруннеру место первого контрабаса в Бухарестском оркестре. Этот пульт Пруннер занимал 48 лет, одновременно в некоторых сезонах играя в оркестре Бухарестской оперы. В 1911 г. для Пруннера была создана должность профессора контрабаса в Бухарестской консерватории, которую он занимал в течение 50 лет.
Пруннеру принадлежит ряд транскрипций для контрабаса, в том числе сочинений Иоганна Себастьяна Баха и Людвига ван Бетховена. Написанный им сборник упражнений был издан в 1955 г. под редакцией его ученика и преемника Иона Кепти. Помимо многочисленных контрабасистов, учившихся у Пруннера, он также оказал значительное влияние на своего младшего родственника, дирижёра Константина Сильвестри.